# 平山区
平山区（へいさん-く）は中華人民共和国遼寧省本渓市に位置する市轄区。

## 地理
平山区は本渓市の中心に位置し、渓湖・明山・南芬の各区が周辺に位置している。

## 行政区画
9街道弁事処を管轄する。
- 街道弁事所：南地街道、工人街道、平山街道、東明街道、崔東街道、站前街道、千金街道、北台街道、橋頭街道

## 交通

### 鉄道
- 中国国家鉄路集団

- 瀋丹旅客専用線

（瀋陽方面）- 本渓駅 -（丹東方面）
- 瀋丹線

（瀋陽方面）- 本渓駅 - 橋北駅 - 橋頭駅 -（丹東方面）
- 遼渓線

（遼陽方面）- 北台駅 - 本渓駅

### 道路
- 高速道路
  - 遼中環状高速道路
  - 丹阜高速道路
- 国道
  - G304国道